# 勃列日涅夫主义
勃列日涅夫主义（俄语：Доктрина Брежнева），又译勃列日涅夫学说，是时任苏共中央总书记的勃列日涅夫在1968年镇压捷克斯洛伐克布拉格之春运动至1988年戈尔巴乔夫提出新思维间，在苏联和华沙条约组织成员国内，推行的一套对外输出革命和与稳定东欧社会主义国家的外交理论。该理论虽然以勃列日涅夫命名，实际是当时掌握苏联意识形态宣传大权的“灰衣主教”苏斯洛夫的成果。

## 主要内容

### 有限主權论
即社会主义国家的主权应受到社会主义国家阵营利益的限制，其他社会主义国家的主权是有限的。

### 大国责任论
苏联声称其在这个社会主义大家庭裡是大国，应当承担大国的责任。真实意图乃在强调苏联在社会主义大家庭中家长的地位。

### 国际分工论
即在不同社会主义国家内实现产业分工。实质为经济控制与收买。

### 社会主义大家庭论
在布拉格之春之后，勃列日涅夫提出的处理社会主义大家庭之间关系的论调，即社会主义国家属于一个大家庭，不允许其他势力将一个国家从社会主义大家庭分裂出去。

### 国际专政论
即无产阶级专政已经超过了一国范围，可以跨国实行专政。

### 利益有关论
即社会主义国家中任何一国，都会涉及苏联的利益。

## 影響
在勃列日涅夫的领导下，苏联的大国沙文主义逐渐演变成霸权主义。苏联不但把自己推行社会主义的模式强加给东欧社会主义国家和中华人民共和国，干涉别国内政，还不惜动用军事手段来推行这种干涉，这成为导致中苏决裂的重要因素。1968年苏联入侵捷克斯洛伐克镇压布拉格之春，不久勃列日涅夫就推出了其有限主权论，为其侵略捷克斯洛伐克的暴行作辩护。1979年，在阿富汗亲苏政权倒台后，苏联又出兵侵略阿富汗。由于勃列日涅夫主义的影响，苏联自1964年勃列日涅夫掌权到1988年戈尔巴乔夫提出新思维的24年里大肆干涉其他社会主义国家的内政，也导致东欧社会主义国家和苏联内部的非俄罗斯加盟国反俄情绪高涨，成为苏联经济出问题后，引爆1989年东歐剧变的间接原因之一。

## 批评
一些社会主义国家曾经对勃列日涅夫主义进行批评和谴责。
1968年8月，南斯拉夫南共联盟中央全会上提出对对苏联的有限主权论、国际专政论等内容加以谴责。
1968年11月，罗马尼亚共产党总书记齐奥塞斯库指出“限制或放弃华沙条约成员国的主权的理论（即有限主权论）不符合社会主义国家关系的准则”。 
1968年-1969年，中国的两报一刊社论批判勃列日涅夫主义为霸权主义，是“社会帝国主义的强盗理论”。

## 结束
戈尔巴乔夫上台后，于1988年提出新思维，摒弃了勃列日涅夫主义。